# Karlovo srce
Karlovo srce je binarna zvijezda označena kao alfa Canum Venaticorum (Cor Caroli, α Canum Venaticorum, skraćeno Alpha CVN, α CVN). Međunarodna astronomska unija koristi naziv "Karlovo srce" posebno za svjetliju zvijezdu binarne boje. Karlovo srce je najsvjetlija zvijezda u sjevernom zviježđu Lovački psi. Nazvana je u čast engleskog kralja Karla I. Karlovo srce lijepa je dvojna zvijezda čije su komponente dovoljno razmaknute i lako vidljive teleskopom. Obje su zvijezde plave boje, no vidi se značajna razlika u sjaju.

## Zvjezdana svojstva
Karlovo srce je binarna zvijezda promjenljive prividne magnitude između 2,84 i 2,98. Dvije zvijezde su na nebu udaljene 19,6 lučnih sekundi i lako se razdvajaju u malim teleskopima. Sustav leži otprilike 110 svjetlosnih godina od Sunca. 
Označava sjevernu kralježnicu asterizma poznatog kao Veliki Dijamant ili Dijamant Djevice. 

### α2Canum Venaticorum
α 2 Canum Venaticorum ima spektralni tip A0 i ima prividnu magnitudu koja varira između 2,84 i 2,98, u razdoblju od 5,47 dana.  To je kemijski neobična zvijezda s jakim magnetskim poljem, oko 5.000 puta jača od Zemljine, a također je klasificirana kao Ap / Bp zvijezda . Njena atmosfera sadrži prekomjerne elemente nekih elemenata, poput silicija, žive i europija. Smatra se da je to zbog toga što neki elementi potonu u zvijezdu pod silom gravitacije, dok se drugi povisuju pritiskom zračenja.   Ova je zvijezda prototip klase varijabilnih zvijezda, takozvanih α <sup id="mwwQ">2</sup> Canum Venaticorum varijabli. Smatra se da snažno magnetsko polje tih zvijezda stvara zvjezdane pjege u ogromnoj mjeri. S obzirom na te zvjezdice, svjetlina α 2 Canum Venaticorum zvijezde se tijekom rotacije znatno mijenja. 

### α1Canum Venaticorum
α1 Canum Venaticorum je zvijezda glavne sekvence tipa F. Znatno je slabiji od svog pratilaca i ima prividnu vizualnu magnitude oko 5,60.  